# Munakka
Munakka är en ö i Finland. Den ligger i sjön Yli-Kitka och i kommunerna Kuusamo och Posio och landskapen  Norra Österbotten och Lappland, i den nordöstra delen av landet, 700 km norr om huvudstaden Helsingfors. Öns area är 1,6 hektar och dess största längd är 160 meter i sydväst-nordöstlig riktning.